# HANDSHAKING
HANDSHAKING（はんどしぇいきんぐ）は、2004年1月より隔月で配信されていた、社会経済に特化したインターネットトーク番組。現在は配信を終了。日立グループのシンクタンクである日立総合計画研究所が制作していた。制作協力はパワープレイ。
番組内に日立総研の研究員が、未来的研究を発表していると同時に番組上で、シンクタンクの研究員ならではの書評研究員おすすめの一冊を展開しており、ビジネス上の実用的な本の読み方を紹介していた。

## レギュラー出演
- 玉川美沙（パーソナリティ）・（2006年10月～）佐藤まり江（パーソナリティ）
- 藤原作弥（作家・前日銀副総裁）

## 過去のゲスト出演者
- 菅直人（元民主党党首）
- 佐藤江梨子（タレント）
- プリンセス天功（イリュージョニスト）
- 角田信朗（格闘家）
- 水野晴郎（映画評論家）
- 丸々もとお（夜景評論家）
- 大関徹（色彩評論家）
- 森川嘉一郎（秋葉原評論家）
- 渡辺樹庵（ラーメンコンサルタント）
- 黒川伊保子（ネーミングコンサルタント）
- 村瀬千文（ホテル評論家）
- 矢内廣（ぴあ会長兼社長）
- 江村林香（エアトランセ社長）
- 佐瀬守男（銀だこ社長）
- 岡野雅行（岡野工業代表社員）
- 竹中ナミ（社会福祉法人プロップ・ステーション理事長）